# Kedungasem (Sumber)
Kedungasem is een bestuurslaag in het regentschap Rembang van de provincie Midden-Java, Indonesië. Kedungasem telt 2021 inwoners (volkstelling 2010).